# Далем
Да́лем (нем. Dahlem) — район в составе берлинского административного округа Штеглиц-Целендорф, расположенный на юго-западе города между районами Штеглиц, Целендорф и Лихтерфельде. Облик района характеризуется многочисленными виллами, небольшими парками и скверами. В Далеме размещается несколько научных и образовательных учреждений, в том числе Свободный университет Берлина. В Далеме находится Музейный центр, располагающий знаменитыми этнологическими коллекциями.

## История
Деревня Далем возникла в начале XIII века, примерно между 1200 и 1220 гг. как самостоятельное поселение, до славянской колонизации. Однако славяне из небольших соседних населённых пунктов свободно мигрировали в ближайшие новообразованные села, как, например, Косаттен. Первая каменная деревенская церковь построена, вероятно, около 1300 г.
Первое упоминание о Далеме датируется 1375 годом (Dalm). Запись в реестре, заменяющем налоговый каталог того времени, уже в 1450 г. упоминает рыцарский двор некого Отто фон Милов. После смерти последнего из фон Милов село Далем и рыцарский двор перешел к братьям Генриху и Петеру Шпиль, которые уже в 1480 г. обладали примерно 20 из 52 земельных наделов Далема. Жилой двор семьи Шпиль упоминается ещё в 1518 году. Престижная усадьба была построена в 1560 году семейством Шпиль и сегодня является старейшим из усадебных зданий Берлина. В 1655 г. деревня Далем и дворянское поместье было продано Георгу Адаму фон Пфюль (нем. Georg Adam von Pfuel), который продал его спустя шестнадцать лет своему племяннику Куно Гансу фон Вильмерсторфу. Последний начал интенсивное строительство, которое в дальнейшем затормозилось вследствие тридцатилетней войны, создавшей значительные затруднения всей деревне. В 1799 г. последний из рода фон Вильмерсторф продал Далем и Шмаргендорф графу Фридриху Генриху фон Подевилс, который, впрочем, умер уже в 1804 году. И поместье было приобретено за 80 000 талеров Карлом-Фридрихом фон Бейме.
После смерти фон Бейме в 1838 году его дочь Шарлотта Герлах в 1841 году продала село прусской земельной казне. С 1901 г. начинается разделение Королевской земельной собственности в Далеме с целью построить там район дорогих вилл и заведений, аффилированных с научными учреждениями (своего рода немецкий Оксфорд). Смежные районы Лихтерфельде-Вест и Гюневальд были уже к тому времени престижными и дорогими районами. 19-20 октября 1934 в Далеме созван синод Немецкой евангелической церкви. В 2014 году население района оценивалось в 15 973 человек.
В 1945-1949 в районе располагалась Межсоюзническая комендатура.

## Достопримечательности
- Ботанический сад и ботанический музей Берлин-Далем
- Главная резиденция Ордена Вольных Каменщиков (масонов)
- Охотничий дворец Грюневальд с картинной галереей
- Филологическая библиотека Свободного университета Берлина (проект лорда Нормана Фостера)
- Церковь Св. Анны
- Дом (Miquelstraße 66-68, 1911 год, архитектор — Бруно Арендс), с середины 1990-х служит официальной резиденцией Президента Бундестага

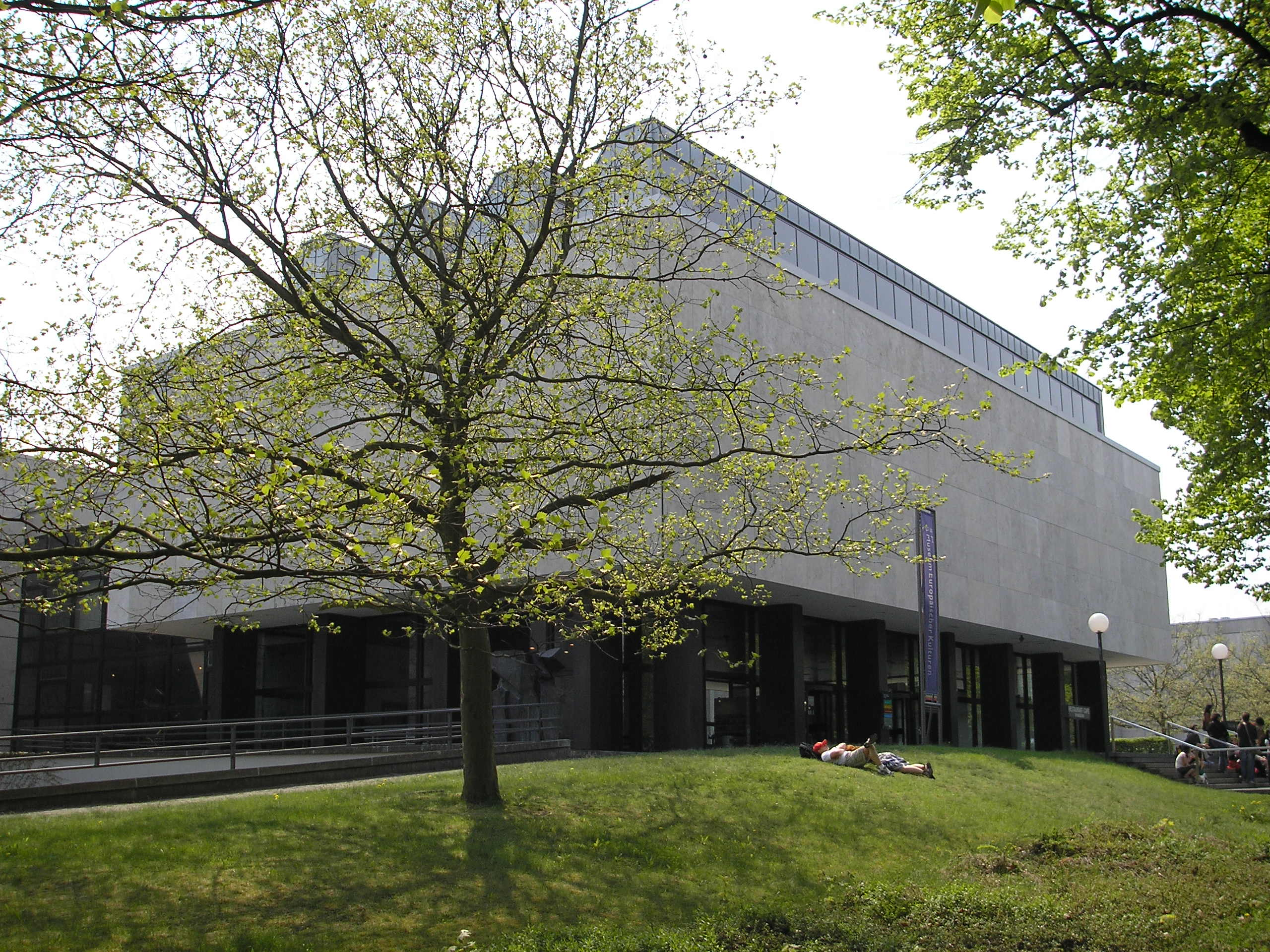
Музейный центр Берлин-Далем
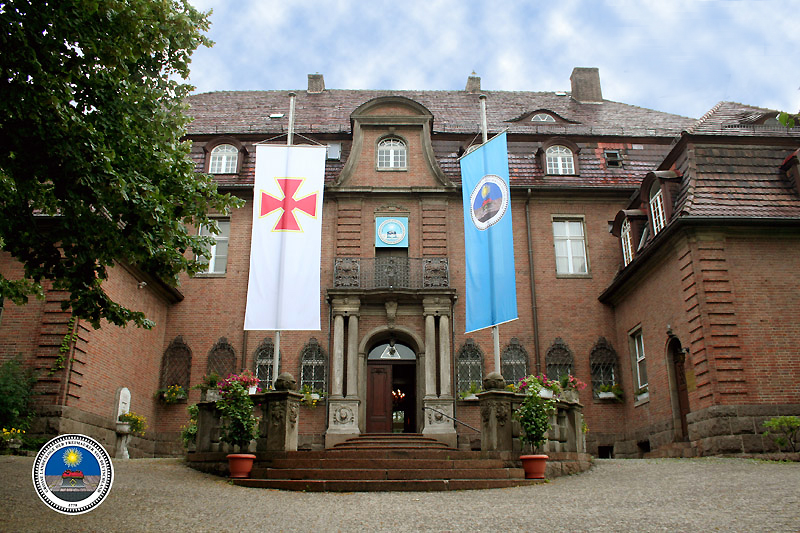
Резиденция ордена Вольных каменщиков
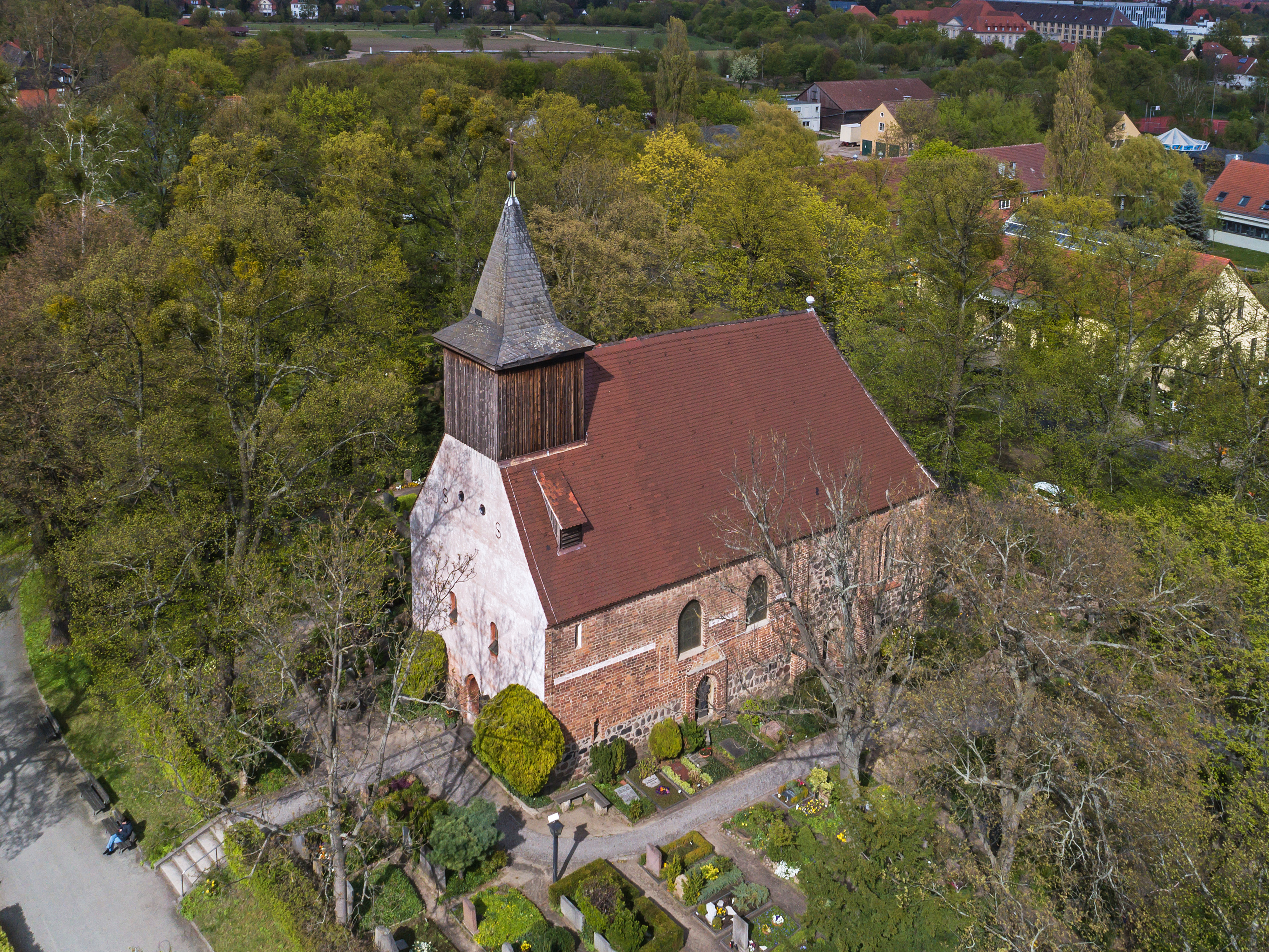
Церковь св. Анны